# 지그메 우겐 왕축
지그메 우겐 왕축(Jigme Ugyen Wangchuck, 2020년 3월 19일 ~ )은 지그메 케사르 남기엘 왕축의 차남이다.